# Pronycticebus
Il pronitticebo (gen. Pronycticebus) è un primate estinto, appartenente agli notarctidi. Visse nell'Eocene medio (circa 47 - 39 milioni di anni fa) e i suoi resti fossili sono stati ritrovati in Europa.

## Descrizione
Questo animale era simile agli odierni lemuri ma, come suggerisce il nome, possedeva alcune caratteristiche che richiamavano l'attuale nitticebo (Nycticebus coucang). Come la forma attuale, Pronycticebus possedeva grandi orbite, di dimensione maggiore rispetto a quelle degli animali simili come Adapis e Leptadapis. Il peso di Pronycticebus doveva essere generalmente inferiore al chilogrammo. Questo animale possedeva ciò che sembrerebbe essere stato un artiglio per il grooming sul secondo dito di ogni piede, come nei moderni strepsirini (Fleagle, 1999). La formula dentaria di Pronycticebus era di 2:1:4:3, come in numerosi adapidi, e il terzo molare di forma allungata era ben diverso da quello di altri adapidi europei primitivi come Europolemur e Protoadapis. Era presente una barra postorbitale e una bulla petrosa. Il cranio era relativamente corto e largo. Pronycticebus possedeva un osso penico piuttosto sviluppato in relazione alle dimensioni corporee (Fleagle, 1999).

## Classificazione
Pronycticebus venne descritto per la prima volta da Grandidier nel 1904, sulla base di materiale cranico proveniente dall'Eocene medio della Francia. La specie tipo è Pronycticebus gaudryi. Un'altra specie (Pronycticebus neglectus) è stata descritta nel 1989 sulla base di uno scheletro fossile quasi completo proveniente dalla Geiseltal in Germania. La specie P. cosensis, descritta nel 2021, proviene da terreni risalenti all'inizio dell'Eocene medio francese.
Pronycticebus possiede alcune caratteristiche miste, che richiamano altre forme europee dell'Eocene (ad esempio Cercamonius e Protoadapis) ma anche alcune forme africane (Plesiopithecus); uno studio (Godinot, 1998) lo pone in una sottofamiglia a sé stante, Pronycticebinae. In ogni caso, Pronycticebus rappresenta una particolare linea evolutiva degli adapidi, un grande gruppo di primati eocenici simili ai lemuri.

## Paleobiologia
Le grandi orbite di Pronycticebus indicano che questo animale, al contrario della maggior parte degli adapidi eocenici europei, possedeva abitudini notturne. La morfologia dello scheletro indica che Pronycticebus non era veloce nei movimenti come gli adapidi americani (Notharctinae) ma era probabilmente più rapido e agile della maggior parte degli adapidi europei come Adapis e Leptadapis.